# Джеррі Топпаццині
Джеррі Топпаццині (англ. Jerry Toppazzini, нар. 29 липня 1931, Садбері — пом. 21 квітня 2012, Садбері) — канадський хокеїст, що грав на позиції правого нападника.

## Ігрова кар'єра
Професійну хокейну кар'єру розпочав 1952 року.
Протягом професійної клубної ігрової кар'єри, що тривала 13 років, захищав кольори команд «Бостон Брюїнс», «Чикаго Блек Гокс» та «Детройт Ред-Вінгс».

## Тренерська кар'єра
У 1972 очолив клуб АХЛ «Спрінгфілд Кінгс».
З 1975 по 1977 тренував клуб ОХЛ «Садбері Вулвс».

## Нагороди та досягнення
- Учасник матчу усіх зірок НХЛ — 1955, 1958, 1959.

## Інше
Після завершення кар'єри тренера, відкрив магазин чоловічого одягу. Помер 21 квітня 2012 після нетривалої хвороби.